# جوکا آگیچ
جوکا آگیچ (کرواتی: Đuka Agić؛ ۱۷ اوت ۱۹۰۶ – ۱۵ ژانویهٔ ۱۹۸۵) بازیکن فوتبال اهل یوگسلاوی بود.
وی همچنین در تیم ملی فوتبال یوگسلاوی بازی کرده‌است.